# Деян Говедариця
Деян Говедариця (серб. Дејан Говедарица / Dejan Govedarica, нар. 2 жовтня 1969, Зренянин) — югославський футболіст, що грав на позиції півзахисника.

## Клубна кар'єра
Починав кар'єру в «Пролетері» з рідного Зренянина, з яким у першому ж сезоні 1989/90 вийшов у вищу югославську лігу. Двічі зайнявши п'яте місце в чемпіонаті, Деян перейшов у «Воєводину», з якою тричі ставав третім.
По ходу сезону 1995/96 Говедариця перейшов у нідерландський «Волендам», де двічі ледь уникнув вильоту з Ередивізі, а на самому початку сезону 1997/98 змінив клуб на італійський «Лечче». Однак і «вовки» закінчили той сезон провально, вилетівши з Серії A. Сам Деян був там гравцем заміни, зігравши у 21 грі чемпіонату.
У сезоні 1998/99 Говедариця повернувся до Ередивізі, де приєднався до «Валвейка», що уникнув вильоту лише в перехідних матчах. Проте, в наступному сезоні команда кваліфікувалася в Кубок Інтертото, де вибула в третьому раунді, повторивши це досягнення і через рік.
З сезону 2002/03 виступав за іншого середняка чемпіонату — «Неймеген», з яким він домігся виступу в першому раунді Кубка УЄФА 2003/04. В останньому для себе сезоні 2004/05 Деян повернувся у «Воєводину», з якою став восьмим в чемпіонаті Сербії і Чорногорії. У тому сезоні команда переживала фінансові труднощі, і, щоб врятувати гравців від голоду, Говедариця організував для них сніданки і обіди у своїй булочній в кредит, а також, серед іншого, приніс в клубний ресторан стокілограмове порося. Завершив професійну ігрову кар'єру у клубі «Воєводина» у 2005 році.

## Виступи за збірну
24 грудня 1994 року дебютував в офіційних матчах у складі національної збірної Югославії в товариському матчі з діючими чемпіонами світу — бразильцями, які взяли верх (2:0). 28 грудня 1996 року забив свій перший гол за збірну, завдяки якому в товариській зустрічі була переграна Аргентина (3:2).
У складі збірної був учасником чемпіонату світу 1998 року у Франції, де виходив на заміну в матчі групового етапу проти Німеччини (2:2), а сама команда дійшла до 1/8 фіналу. Через два роки поїхав на чемпіонат Європи 2000 року в Бельгії та Нідерландах, зігравши 3 матчі: з Норвегією (1:0), Іспанією (3:4), де відзначився забитим голом, і в розгромно програному (1:6) чвертьфіналі проти Нідерландів, де відзначився автоголом.
Протягом кар'єри у національній команді, яка тривала 7 років, провів у формі головної команди країни 29 матчів, забивши 2 голи.

## Тренерська кар'єра
Говедариця входив до тренерського штабу молодіжної збірної Сербії під керівництвом Мирослава Джукича, яка дійшла до фіналу молодіжного чемпіонату Європи 2007 року. Після цього працював головним тренером юнацької збірної до 19 та 17 років.
2016 року став асистентом співвітчизника Драгана Стойковича в китайському клубі «Гуанчжоу Фулі».